# A Jagelló-kor Magyarországon
A Jagelló-kor Magyarországon a vegyesházi királyok korának utolsó szakaszát jelöli a késő középkori Magyar Királyság történetében. Elnevezése a korszak királyainak uralkodóházára, a lengyel Jagelló-házra mutat. 1490-től, II. Ulászló királlyá választásától számítjuk 1526-ig, fia, II. Lajos király mohácsi csatában történt haláláig, ezzel az dinasztia cseh-magyar ágának kihalásáig. A Jagelló-kor negatív megítélése mára sokkal árnyaltabbá vált, amit a reneszánsz művészetek pártolása és a környező országokkal való béke jellemez a megnövekedett Oszmán Birodalom árnyékában.
Hunyadi Mátyás halála után 1490. július 15-én választották meg a Magyar Királyság élére az akkor cseh királyi címet viselő II. Ulászlót. Mivel jelentős kihívójának számított a korábbi király özvegye, Aragóniai Beatrix, így megválasztásának egyik feltételeként 1490 októberében feleségül vette a meddőnek tartott korábbi királynét. A szertartás során azonban szándékosan formai hibát vétettek, így 1500 áprilisában házasságukat érvénytelenítették. A franciákkal szövetségre lépő Ulászló ezt követően Candale-i Annát vette feleségül, aki 1506-ban adott életet fiuknak, a későbbi II. Lajos királynak.
Ulászló megválasztását Miksa német-római király illegitimnek tekintette, mivel az szembe ment a korábban megkötött bécsújhelyi békével. Miksa 1490-ben sikeresen megostromolta Székesfehérvárt, amely konfliktust csak egy évvel később, az 1491-es pozsonyi békével tudták lezárni. 1506-ban ismét sor került egy szerződésre a Habsburgokkal: március 20-án megkötötték a kettős házassági szerződést. Ez egyúttal válasz is volt a köznemesség által 1505 októberében megfogalmazott „rákosi végzésre”, amelyben kimondták, hogy Ulászló fiúörökös nélküli halála esetén nem választanak külföldi személyt királynak.
Bakócz Tamás esztergomi érsek, miután sikertelen kísérletet tett a pápai cím megszerzésére, 1514-ben tért vissza a pápa követeként, hogy új keresztes hadjáratot szervezzen az Oszmán Birodalommal szemben. A jobbágyokból verbuválódó sereget végül feloszlatták, ám az egyre nagyobb elégedetlenkedés hatására parasztfelkelés tört ki, amelyet Dózsa György vezetett. A parasztháború és az egymás ellen is fellépő főurak hadakozásai ellenére a Jagelló-korban az ország nem viselt hadat, Ulászló még az ellene összeesküvő Corvin Jánost, vagy az őt gúnyoló Újlaki Lőrincet sem végeztette ki. A békét az 1521-ben kitört török háború törte meg, amely során I. Szulejmán csapatai előbb bevették Nándorfehérvárt, majd 1526-ban végzetes csapást mértek a magyar haderőre a mohácsi csata során, ami ma is a magyar hadtörténet egyik legtöbbet emlegetett eseménye.

## A Jagellók hatalomra kerülése

### Az 1490-es királyválasztás
Hunyadi Mátyás magyar király 1490. április 6-án Bécsben elhunyt. Mivel nem volt törvényes örököse, csak egy természetes fia, Corvin János, aki Edelpeck Borbála ágyasától származott, így nem volt biztosítva öröksége. Özvegye, Aragóniai Beatrix 1490. április 17-én kelt levelével a rendeket május 17-re királyválasztó országgyűlésre hívta egybe Rákos mezejére. Az összegyűlt főpapok, bárók, nemesek és szabad királyi városok képviselői öt jelölt követeit hallgatták meg: a korábbi király törvénytelen fiáét, az özvegykirálynéét, valamint a Habsburg-házból való Miksa német-római királyét, továbbá a Jagelló-házi János Albert lengyel hercegét és annak testvéréjét, II. Ulászló cseh királyét.
A legesélyesebbnek a Jagelló-jelöltek számítottak. A két fivér Ausztriai Erzsébet lengyel királyné fiaiként Zsigmond német-római császár és magyar király leszármazottjai voltak, felmenőik között pedig Anjou- és Árpád-háziak is voltak. Emellett korábban már választottak egy Jagellót magyar királynak, mégpedig az 1444-es várnai csatában fiatalon elesett Ulászló személyében. A testvérek közötti választást meghatározta, hogy János Albert 1489-ben ugyan sikeresen védte meg a lengyelekre törő tatárokkal szemben hazáját, azonban fivérével ellentétben nem volt uralkodó, II. Ulászló ugyanis 1471 óta ült a cseh trónon. A kettőjük közti kérdést végül az döntötte el, hogy a cseh király előbb tudta felbérelni Mátyás zsoldosait, a fekete sereget. Emellett az országgyűlést levezető Nagylucsei Orbán is Ulászlót támogatta: úgy intézte, hogy a cseh király delegációja kapjon szót utoljára.
A Habsburgok támogatottsága csekély volt, főleg az Ausztriával szomszédos főurak álltak mellettük. Ők maguk a III. Frigyes német-római császár és Mátyás király között megkötött 1463-as bécsújhelyi béke alapján követelték a trónt, az összehívott országgyűlés királyválasztó jogát is kétségbe vonták. Mátyás korábban hiába érte el, hogy támogassák házasságon kívüli fiának, Corvin Jánosnak öröklését, a főurak – az özvegykirályné hathatós szervezkedése okán – elfordultak tőle. Ellene szólt az is, hogy megválasztása esetén jelentős támadásokra lehetett volna számítani a szomszédos országok részéről. Az ifjú János végül július 4-én lépett vissza a jelöltségtől, miután a csontmezei ütközet során vereséget szenvedett a Beatrix-párti főuraktól. A korábbi királyné ugyanis bár felismerte, hogy a rendek nem fogják királynőjüknek választani, olyan jelöltet akart támogatni, aki mellett feleségként társuralkodóvá válhat. Így lett Beatrix is Ulászló támogatója, emellett őt pártolta még Filipec János és Bakócz Tamás püspökök, továbbá Báthori István, Szapolyai István, Drágffy Bertalan és Kinizsi Pál is.
A királyválasztó országgyűlés végül 1490. július 15-én döntött II. Ulászló magyar királlyá választásáról. A megválasztott király július 31-én a Pozsony melletti Farkashidán állomásozva fogadta az érkező követséget, majd aláírásával elfogadta a királyi címet és a nemesek feltételeit – ez később „farkashidai oklevél” néven is ismert lett. Ebben kritériumnak szabták többek között a házasságot Beatrixszel, a Mátyás király alatt csorbult jogaik visszaállítását, a Decretum maius eltörlését is. Koronázására a magyar szertartásrendnek eleget téve került sor szeptember 19-én: Székesfehérvárott, a Szent Koronával királlyá koronázták, a kiskorú Estei Hippolit esztergomi érsek helyett a zágrábi püspök. A szertartáson részt vett a korabeli főnemesi réteg túlnyomó többsége, valamint a pápai legátus is, a Koronát pedig a korábbi jelölt, Corvin János vitte az újonnan megválasztott uralkodó előtt.

### Trónviszályok

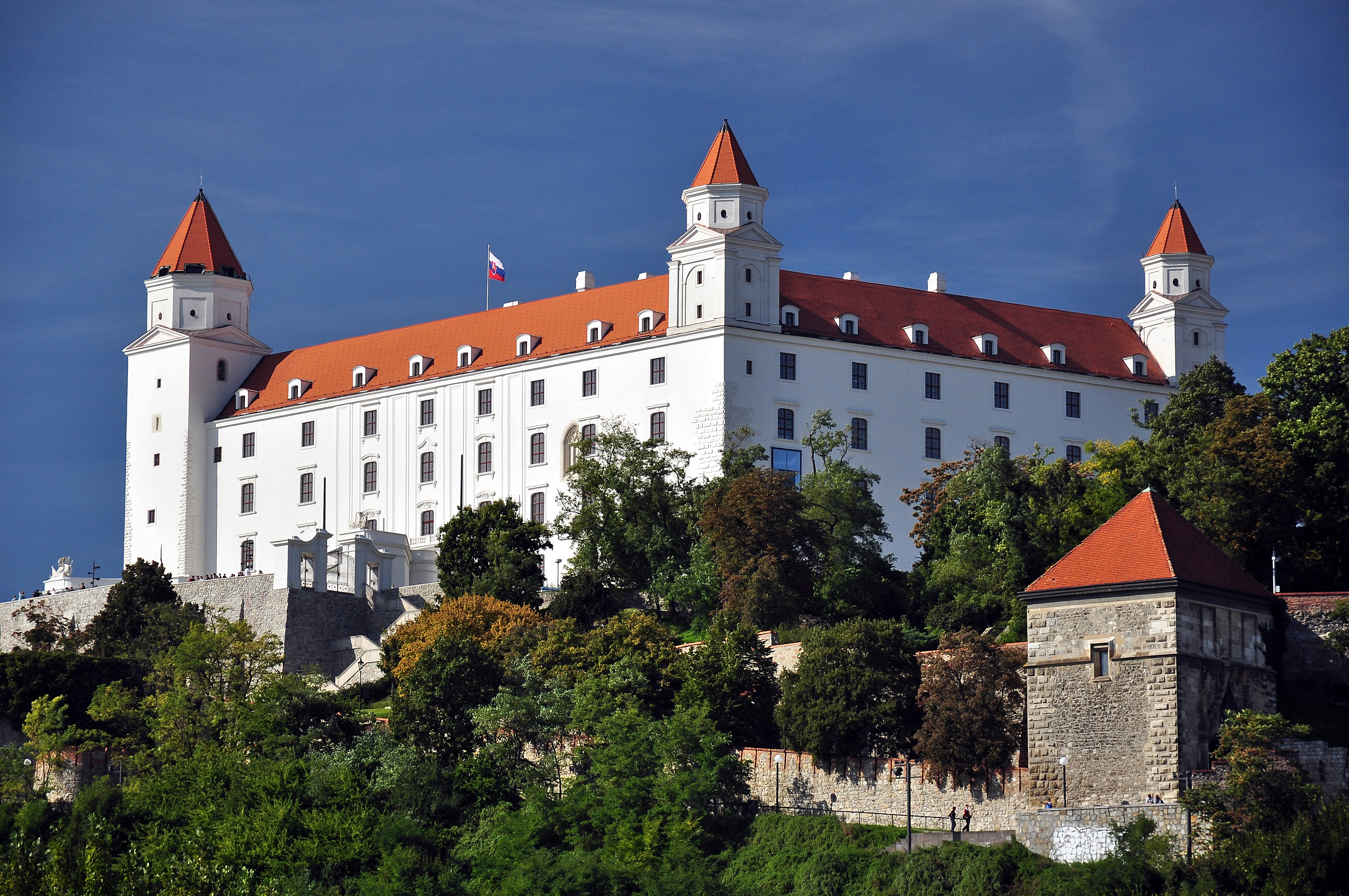
A pozsonyi vár, ahol sor került a Miksa német-római király és II. Ulászló közötti béke megkötésére 1491 novemberében

Annak ellenére, hogy 1490 szeptemberében megtörtént Ulászló koronázása, sem Miksa német-római király, sem Ulászló fivére, János Albert nem fogadta el helyzetét: mindketten katonai akcióval akartak érvényt szerezni jogaiknak. Az ambiciózus Miksa még III. Iván moszkvai nagyfejedelemmel is szövetségre lépett, hogy amennyiben a Jagellók megtámadják őt, a fejedelem hadat üzen a lengyeleknek. Miksa ősszel bevonult az ország nyugati részébe, visszafoglalta a korábbi osztrák tartományokat, november közepére pedig zsoldos seregével elfoglalta Székesfehérvárt. Ez arra sarkalta Ulászlót, hogy mielőbb sort kerítsen az Aragóniai Beatrixszel való házasságra: 1490. október 4-én Bakócz Tamás tanúk nélkül összeadta őket, ám a szertás során a király szándékosan formai hibát vétett – az „akarom” helyett „igennel” válaszolt. A házassággal Ulászló hozzájutott azon javakhoz, amelyekből állni tudta seregének újabb zsoldját.
János Albert herceg magára mint megválasztott magyar királyra tekintett, mivel a királyválasztás során a köznemesek felkiáltással őt választották királynak. Ez az eljárás ugyanakkor nem számított érvényesnek, a főurak többsége pedig amúgy sem őt támogatta. Annak ellenére, hogy a testvérek 1490 nyarán egyszer már megegyeztek – amelynek értelmében a herceg visszavonult seregével –, a koronázást követően János Albert újabb hadjáratba kezdett: Kassát kezdte ostromolni.
Az év végére már Miksa is egyre nehezebben fizette zsoldos hadseregét, ezért az elfoglalt területeken helyőrséget felállítva, elhagyta az országot 1491. április 25-ig tartó fegyverszünetet kötve Ulászlóval. Ezzel a magyar király az öccse elleni támadások felé vehette az irányt. Hadai 1491 februárjában érkeztek meg Kassához, ahol számottevő fölényük lévén békekötésre kényszerítették János Albertet. 1491 nyarán Ulászló megindította azt a sikeres hadjáratát, amely során július 29-én visszafoglalták Székesfehérvárat. A siker hevében Ulászló tovább küldte hadait Bécs felé, ám egy betegség ledöntötte a lábáról, még halálhírét is keltették. A helyzetet kihasználva fivére, János Albert újból mozgolódni kezdett, miközben hírek érkeztek a déli határvidéken lévő törökökről is. A nehéz helyzetben a magyar király kénytelen volt minden frontra szétszórni seregét. Az események közepette azonban Miksa apja, III. Frigyes német-római császár béketárgyalásokat kezdeményezett Ulászlóval.

#### Pozsonyi béke
1491 szeptemberében kezdte meg az első tárgyalásokat a magyar követség Bakócz Tamás és Báthori István vezetésével a német féllel Pozsonyban, ám azok nem vezettek sikerre a Habsburgok túlzónak ítélt követelései miatt. Mivel a harcok tovább folytatódtak János Alberttel, ezért a magyar királyi udvar úgy döntött, hogy a mielőbbi trónviszály befejezése érdekében elfogadja a német békeajánlat feltételeit. Így a felek 1491 novemberében újból összeültek a pozsonyi várban, majd november 7-ei keltezéssel aláírták a békeszerződést.
A pozsonyi béke főbb pontjai között szerepelt, hogy Ulászlónak le kellett mondania a Mátyás király hódításaival korábban megszerzett területekről, egyúttal jelentős hadisarc megfizetésére is kötelezte az országot. Cserébe a Habsburgok visszaadták a Miksa által megszállt magyarországi területeket, továbbá elfogadták Ulászlót tényleges magyar királynak. Számos egyéb részlet mellett a béke tartalmazta azt is, hogy Ulászló fiúutód nélküli halála esetén trónjait Miksa és leszármazottjai öröklik – ezzel visszatértek a korábban Mátyás által megkötött bécsújhelyi békében foglalt öröklési elvhez.

## A Jegellók uralma

### II. Ulászló uralkodása

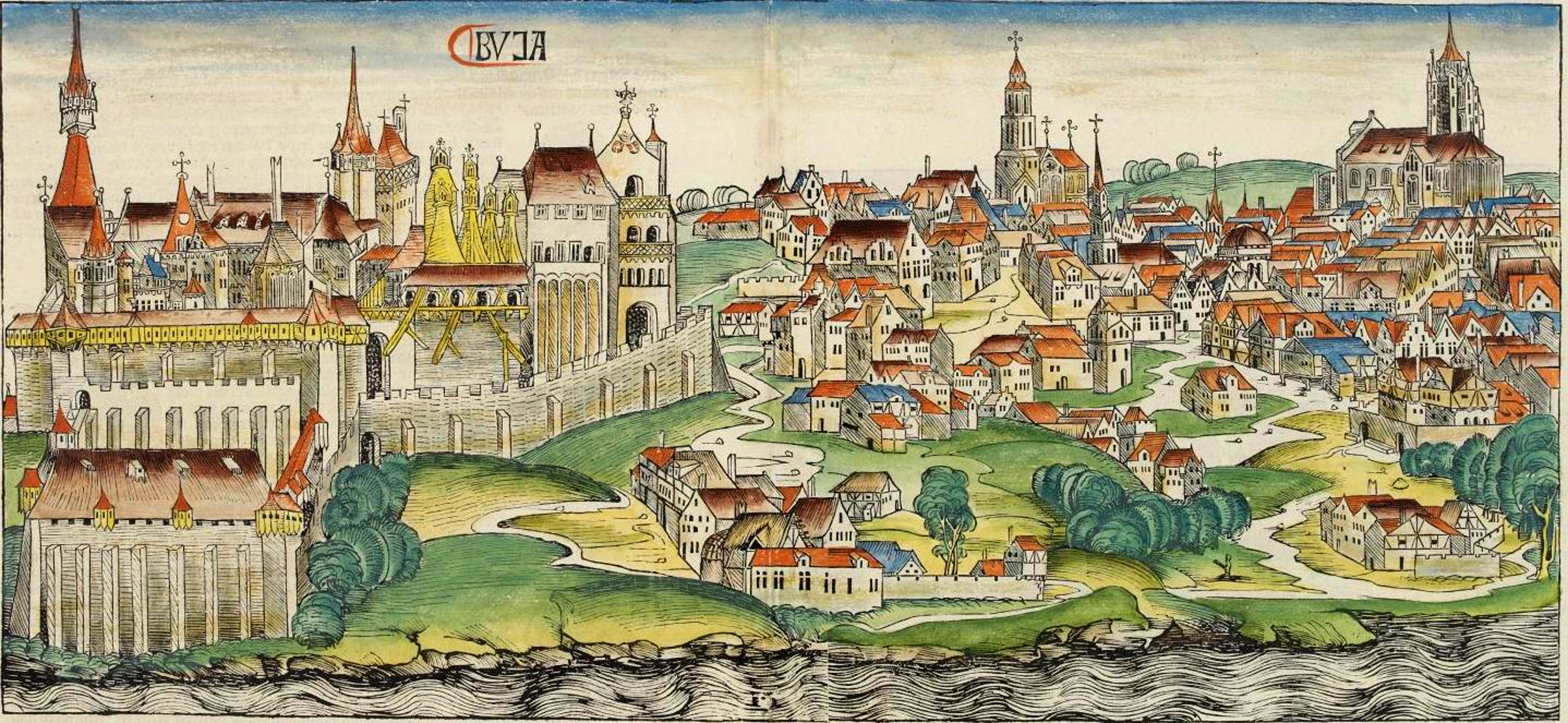
Buda városa a Jagelló-korban 1493-ban, a Nürnbergi Krónika illusztrációjában

A trónért folyó harcok sikeres lezárását követően Ulászló tekintélyt szerzett magának, a főurak egyre nagyobb csoportja biztosította támogatásáról. A pozsonyi béke feltételei ekkor még titokban voltak tartva, így 1492. február 2-ára országgyűlést hívtak össze Budára, hogy ismertessék és elfogadtassák a béke cikkelyeit. A szerződés hatalmas felháborodást váltott ki, különösen a meghódított osztrák területek feladása, mivel ennek érdekében a főurak korábban többször is felajánlották a hadiadót. A márciusig tartó gyűlésen végül az uralkodó és köre elérte, hogy támogassák a kemény kompromisszumok mentén létrejött békét és a Habsburgok öröklési jogát. Az 1492-es budai országgyűlésen összesen 108 törvénycikket fogadtak el, több ízben eleget téve Ulászló királlyá választási feltételeinek.

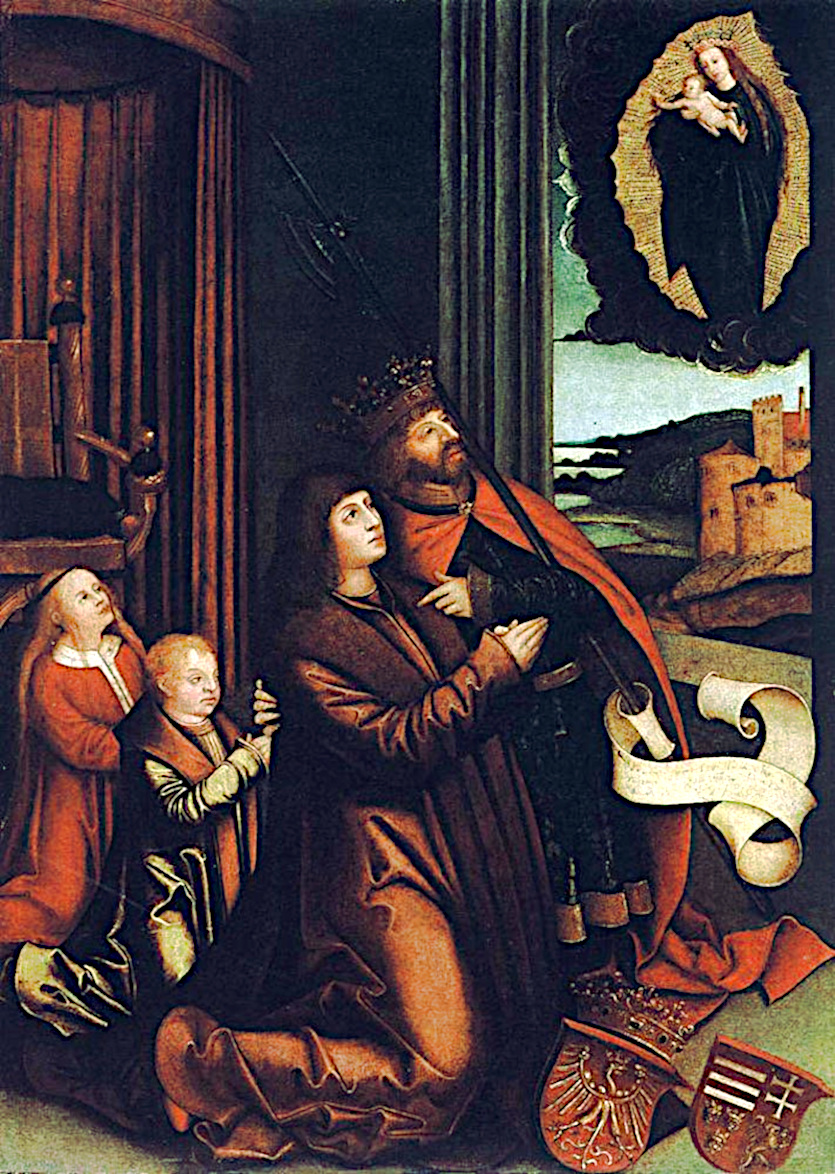
Szent László Mária oltalmába ajánlja II. Ulászlót és gyermekeit (Bernhard Strigel, 1528, Szépművészeti Múzeum)

Ulászló uralkodását „László” néven kezdte meg, utalva az 1077 és 1095 között uralkodó lovagkirályra, Szent Lászlóra. Regnálásának idején megerősödött a rendiség, ezzel a központi királyi hatalom is gyengült a Mátyás-kori érához képest. Ennek fő oka az volt, hogy míg a Hunyadi-család az ország legnagyobb földbirtokosa volt, az új király ezzel szemben nem rendelkezett nagyobb bevételeket jelentő birtokokkal, így sokkal inkább volt kiszolgáltatva a főúri rétegnek.
A magyar nemesség körében egyebek mellett jelentős társadalmi átalakulás is végbement: kialakultak a nyugaton is használt nemesi címek és titulusok. A király számára komolyabb kihívást jelentett az ország három jelentős földbirtokosa: Mátyás törvénytelen fia, Corvin János, valamint az Újlaki és a Szapolyai családok.
Újlaki Lőrinc, aki apja révén hercegi címet viselt – Újlaki Miklós ugyanis bosnyák király volt –, a délvidéken birtokokat foglalt el, összejátszott a törökkel, királyi vámszedőket gyilkoltatott meg, Ulászlót pedig rendszeresen „ökörnek” nevezte. Amikor a király hírét vette ennek, 1494 végén Drágffy Bertalan vezetésével a herceg ellen vonult, akit december közepére megadásra kényszerített. Újlakinak Ulászló annyit üzent: „lám az ökörnek van egy vastag szarva”. A király végül megbocsájtott a hercegnek, amit az 1495. március 27-én kiállított kegyelemlevél is tanúsított, sőt Újlaki 1499-re egyik fő bizalmasává érett. A Jagelló-hatalmat szintén megkérdőjelező Corvin János 1496-ban Frangepán Bernáttal és a velenceiekkel szövetkezve a király ellen lépett fel egy zsoldos lengyel sereggel. Csapataikat azonban a rózsahegyi csatában a király serege sikeresen leverte, Corvin pedig Újlakihoz hasonlóan végül bocsánatot nyert: 1498-ban behódolt Ulászlónak, aki örökös horvát–szlavón bánná nevezte ki.
A 15. század fordulójának magyar gazdaságának és Ulászló uralkodásának egyik legnagyobb kihívását a királyi jövedelmek egyre nagyobb csökkenése jelentette. A problémát a központi hatalom az állandó bevételi források – harmincadok, sóhivatalok – elzálogosításával, valamint Mátyáshoz hasonlóan a hadiadó többszöri kivetésével próbálta orvosolni. A legnagyobb központi ráfordítást a végvárrendszer karbantartása jelentette, amely mellett az állandó királyi hadsereg fenntartására már kevés fordítódott. Mátyás király Európa-szerte ismert haderejét, a fekete sereget – miután zsoldjuk elmaradása miatt fellázadtak és fosztogatni kezdtek –, Kinizsi Pál hadai verték szét 1493-ban. A csökkenő gazdasági mutatók ellenére azonban nem valós az a kép, ami alapján Ulászlónak tulajdonítják a „lacikonyha” kifejezést, ugyanis a korabeli krónikák és beszámolók alapján a budai királyi udvar fényűzése nem különbözött a Mátyás-korában feljegyzettekhez képest.

#### Dózsa-féle parasztháború

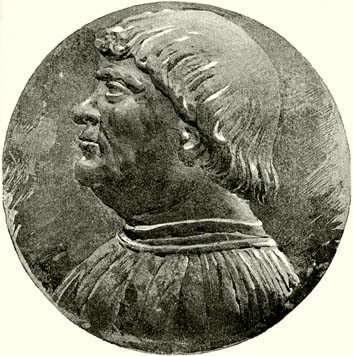
Bakócz Tamás esztergomi érsek, a Hunyadi- és Jagelló-korok meghatározó egyházi személyénének arcmása

Ulászló egyik legfőbb támogatója a jobbágyi sorból származó Bakócz Tamás korábbi győri püspök volt, aki 1497-től esztergomi érsekként szolgált. 1513-ban közte és Giovanni de’ Medici között dőlt el, hogy ki lesz az elhunyt II. Gyula pápa utódja, azaz a keresztény egyház feje, az új római pápa. Bakócz a konklávét végül elbukta, ám az új pápa megbízásából visszajött Magyarországra és egy oszmán ellenes keresztesháború megszervezésébe kezdett.
A magyar főurak közül sokan nem támogatták, hogy a jobbágyak az aratás megtörténte előtt elmenjenek a földekről. Azonban a megváltás ígéretére jobbágyok ezrei léptek a keresztes had soraiba. A sereg vezére a törökök elleni küzdelmei után nemességgel jutalmazott vitéz, Dózsa György lett. A főurak megriadtak a hatalmas sereg láttán, ráadásul jobbágyok híján földjeiken az aratás sem zajlott a tervek szerint, így végül kihirdették a sereg feloszlatását. Dózsa azonban ennek ellenére elindult a török ellen, de amikor Apátfalvánál Báthori István vajda és Csáky Miklós püspök csapatai szétkergették az elővédet, Dózsa visszaütött: a Csanád vármegyei Nagylakon ünneplő nemeseket megtámadta és szétkergette, a fogságba esett püspököt kivégeztette. A kirobbant parasztháború ezután végig dúlt az országon: Dózsa Gergely vezette a hadmozdulatokat az ország északi részén, Lőrinc pap pedig Erdélyben.
A nemesség végül Szapolyai János húszezres seregével 1514 nyarán leverte a felkelést, és a parasztsereg vezetőit és főbb szereplőit kivégeztették. Az 1514-es országgyűlésen bevezették a jobbágyok szabad költözésének tilalmát, heti egy nap robotra kötelezték őket, emellett évi egy aranyforint megfizetésére kötelezték őket. Megszüntették a kunok, a jászok és más nemzetiségek fegyverviselését és kiváltságait, és elfogadták Werbőczy István „Hármaskönyvét”, a Tripartitumot a nemesi előjogokról.

#### Dinasztikus házasságpolitika

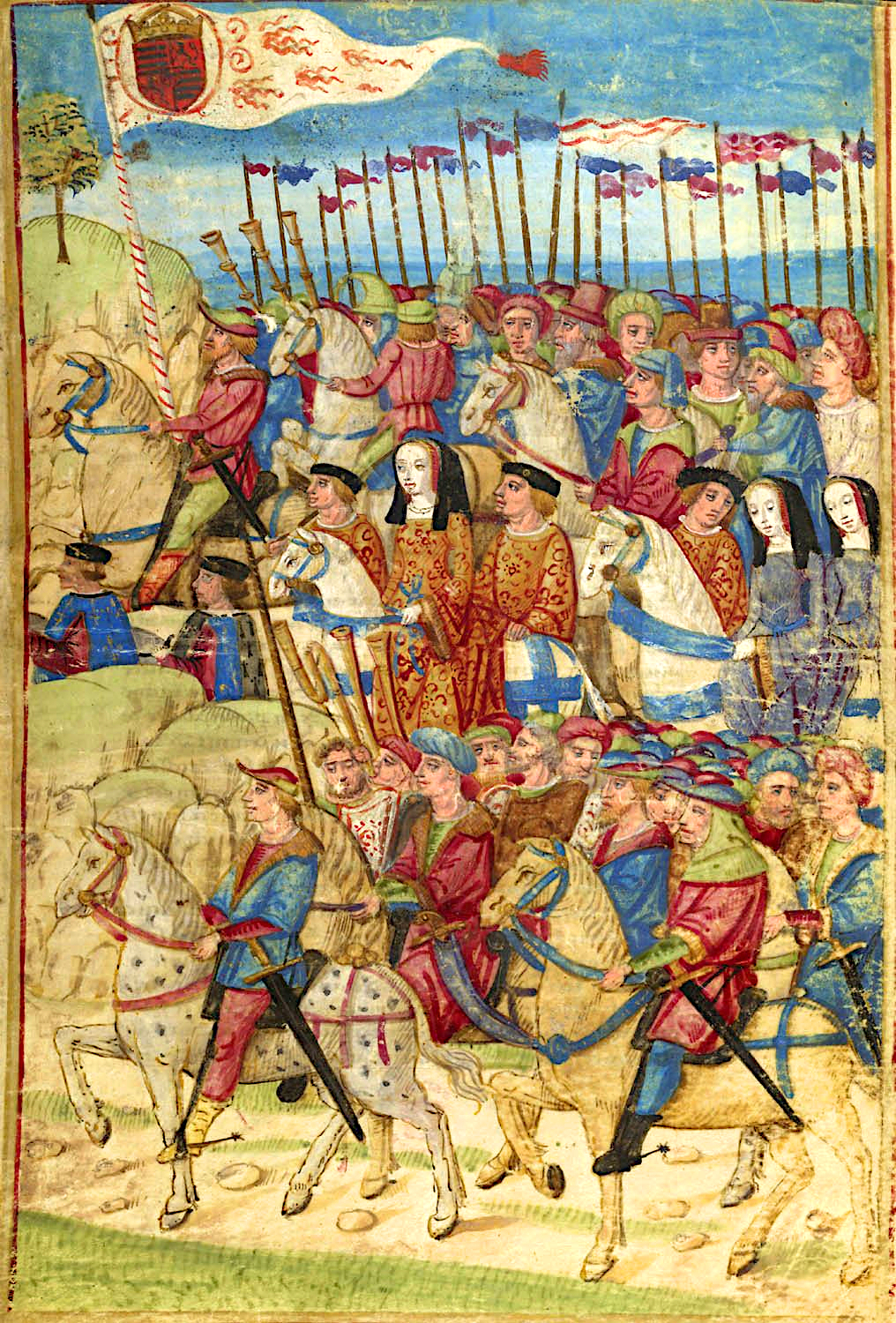
Candale-i Anna a francia–magyar szövetség részeként a Magyar Királyságba érkezik, hogy tizennyolc esztendősen hozzámenjen a negyvenhat éves Ulászlóhoz

1500 áprilisára Ulászlónak sikerült elérnie, hogy érvénytelenítsék Mátyás özvegyével, Aragóniai Beatrixszel 1490-ben kötött érdekházasságát, amit szándékosan formai hibával folytattak le, továbbá a nászt sem hálták el. A királyné az esztergomi várban töltötte mindennapjait, majd a válás kimondását követően visszatért szülőhazájába, a Nápolyi Királyságba. A házasság felbontását VI. Sándor pápa engedélyezte, aki támogatta a francia Valois-ok hatalmi törekvéseit Itáliában, a francia–velencei szövetséghez pedig sikerült megnyerniük Ulászlót is. 1500 elején a Budára érkezett francia és velencei követek sikeresen elérték a cseh–magyar király támogatását, aki számára a törökellenes fellépés miatt volt kecsegtető a szövetség. Emellett a szerződés része egy házassági ajánlat is volt: Ulászló feleségül veszi XII. Lajos francia király unokahúgát, Candale-i Annát.
Házasságuk 1502. szeptember 29-én zajlott Székesfehérvárott, egybekötve Anna magyar királynévá koronázásával. Az elrendezett házasság a nagy korkülönbség ellenére boldognak bizonyult, a tizennyolc éves királyné pedig az udvar egyik legbefolyásosabb alakja lett. Ekkor íródott Ulászló anyja, Erzsébet lengyel királyné által „a királyi gyermek neveléséről” címmel az a levél, amelyben a királyné hosszasan sorolja, hogyan járjanak el a születendő gyermek nevelésében. A királyi párnak 1503-ban született meg első gyermeke, egy leány, Anna, majd 1506-ban fiuk, Lajos.
Még 1504-ben Ulászló szélütést kapott. Az ország irányítását felesége és Szatmári György kancellár intézte, akik sikeresen megakadályozták Corvin János nádorrá válását Perényi Imrével szemben, egyúttal elutasították Szapolyai János közeledését, hogy feleségül kérje a királyi pár leányának, Anna hercegnőnek kezét. 1505 októberében a magyar köznemesség – Szapolyai közreműködésével – megfogalmazta a „rákosi végzést”, amelyben állást foglaltak amellett, hogy Ulászló fiúutód nélküli halála esetén nem ismerik el a leányági örökösödést, és csak magyar királyt választanak uralkodójuknak. A végzés ugyan sosem lépett hatályba, ám ennek ellenére arra sarkalta a királyt, hogy új szövetség után nézzen. Az Habsburg-házzal addig ellenséges viszonyt diplomáciai úton rendezték: 1506 márciusában megszületett a Habsburg–Jagelló házassági szerződés, amely megerősítette az 1491-es pozsonyi békében foglalt örökösödési elveket. Ezen túlmenően kettős-házasságról is döntöttek: Ulászló leánya, Jagelló Anna hozzámegy Miksa német-római király unokájához, Ferdinándhoz – vagy a fiú esetleges korai halála esetén magához Miksához –, Ulászló jövőben születendő fia pedig elvelszi Ferdinánd húgát, Máriát.

### Török háborúk

#### Mohácsi csata

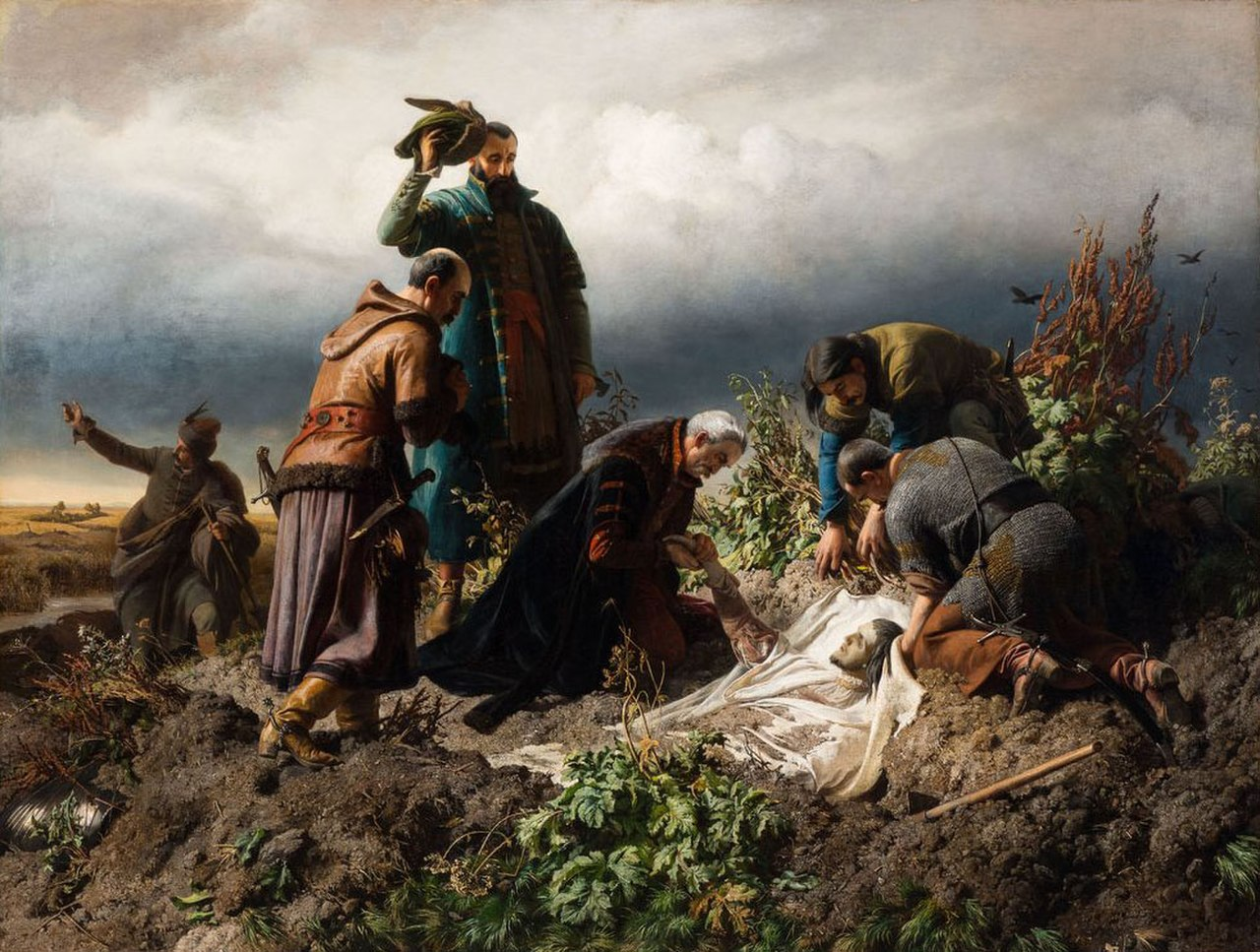
II. Lajos holttestének megtalálása (Székely Bertalan, 1860, Nemzeti Galéria)

A csata következményeként az ország három részre szakadta: északon és nyugaton a királyi Magyarországra I. Ferdinánd uralkodásával (ez egyezett meg a Magyar Királysággal), keleten a Szapolyai János vezette keleti Magyar Királyságra (ebből lett a későbbi Erdélyi Fejedelemség), középen pedig az oszmánok kezén lévő török hódoltságra. Ezzel kezdetét vette a kora újkor a magyar történelemben.